# Никифор (Бажанов)
Архімандрит Никифор (світське — Олексій Михайлович Бажанов; 16 травня 1832 — 15 грудня 1895) — священнослужитель Російської православної церкви, настоятель Високо-Петрівського монастиря (Москва), духовний письменник.

## Біографія
Народився в 1832 році у Москві в сім'ї диякона (пізніше священика) церкви Спаса Преображення на Пісках. Навчався в Московській духовній семінарії і після її закінчення був назначений вчителем, а з 1857 року — інспектором Перервинського духовного училища. 9 лютого 1864 року прийняв чернечий постриг з ім'ям Никифор і 31 березня того ж року назначений доглядачем Московського Донського училища. З 1876 року доглядач Перервинського духовного училища.
15 листопада 1878 року по власному проханню був звільнений від духовно-навчальної служби і визначений на проживання в Перервинський монастир. 25 березня 1887 року був возведений у сан ігумена. 25 листопада того ж року назначений настоятелем московського Високо-Петрівського монастиря, а 12 грудня — возведений у сан архімандрита.
Брав участь у багатьох громадських організаціях:
- дійсний член Товариства любителів духовної просвіти (з 1867 року);
- член-співробітник Православного Палестинського Товариства (з 1885 року);
- член голови Комітету грамотності при Московському Товаристві сільського господарства (1890—1892 роки);
- голова відділу розповсюдження духовно-моральних книг, що було під заступництвом імператриці (з 1892 року).

Помер у Москві в ніч на 15 грудня 1895 року.

## Літературна діяльність

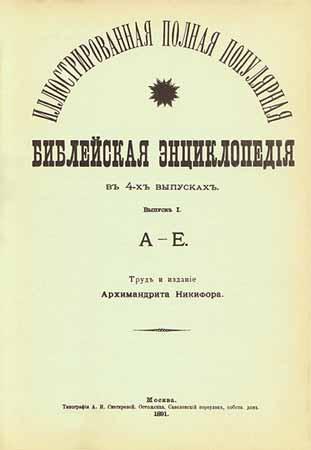
Біблійна енциклопедія архімандрита Никифора

Головною працею архімандрита Никифора є Ілюстрована повна популярна Біблійна Енциклопедія, написана ним у 1890—1891 роках. Згідно з передмовою, Никифор мав ціль дати відповіді: «майже на більшу частину питань біблійної археології, архітектури, астрономії, географії, біографії біблійних діячів, ботаніки, священної бібліографії, воєнної науки, зоології, землеробства, мистецтв, мінералогії, метеорології, медицини, математики, нумізматики, педагогіки, фізики, етнографії та ін.». Складена ним енциклопедія включає близько 7500 роз'яснень різних понять з книг Старого і Нового Заповітів.
Крім енциклопедії архімандритом Никифором були написані:
- «Посібник для читання і вивчення Біблії в сім'ї та школі» (М., 1894);
- декілька статей у «Збірнику для любителів духовного читання» (М., 1888).